# Leonide Azar
Leonide Azar est un monteur français d'origine russe né à Saint-Pétersbourg le 20 mars 1900.

## Filmographie partielle
- 1932 : Le Sergent X de Vladimir Strijewski
- 1937 : La Bataille silencieuse de Pierre Billon
- 1938 : Mollenard de Robert Siodmak
- 1938 : Prisons de femmes de Roger Richebé
- 1939 : Louise d'Abel Gance
- 1940 : Paradis perdu d'Abel Gance
- 1946 : Vive la liberté de Jeff Musso
- 1946 : L'Idiot de Georges Lampin
- 1947 : La Fleur de l'âge de Marcel Carné (inachevé)
- 1947 : Le Bataillon du ciel de Alexander Esway
- 1948 : Dédée d'Anvers de Yves Allégret
- 1949 : On demande un assassin de Ernst Neubach
- 1949 : Une si jolie petite plage d'Yves Allégret
- 1949 : Le Mystère Barton de Charles Spaak
- 1950 : La Marie du port de Marcel Carné
- 1950 : La Ronde de Max Ophüls
- 1951 : Juliette ou la Clé des songes de Marcel Carné
- 1952 : Le Plaisir de Max Ophüls
- 1952 : Les Quatre Sergents du Fort Carré d'André Hugon
- 1953 : Un acte d'amour de Anatole Litvak
- 1954 : Le Vicomte de Bragelonne de Fernando Cerchio
- 1955 : Frou-Frou d'Augusto Genina
- 1955 : Milord l'Arsouille d'André Haguet
- 1955 : Dix-huit heures d'escale de René Jolivet
- 1956 : La Châtelaine du Liban de Richard Pottier
- 1956 : Paris la nuit, court métrage de Jacques Baratier et Jean Valère
- 1957 : Amère victoire de Nicholas Ray
- 1957 : La Roue de Maurice Delbez et André Haguet
- 1957 : Ariane (Love in the afternoon) de Billy Wilder
- 1957 : Les Femmes de Stermetz, court métrage de Louis Grospierre
- 1958 : Du rififi chez les femmes d'Alex Joffé
- 1958 : Les Amants de Louis Malle
- 1958 : Goha de Jacques Baratier
- 1959 : Le travail c'est la liberté de Louis Grospierre
- 1959 : La Sentence, de Jean Valère
- 1960 : Austerlitz d'Abel Gance
- 1961 : Les Mauvais Coups de François Leterrier
- 1961 : Les Grandes Personnes de Jean Valère
- 1961 : Tintin et le mystère de la Toison d'or de Jean-Jacques Vierne
- 1962 : Les Parisiennes de Marc Allégret, Claude Barma, Michel Boisrond et Jacques Poitrenaud
- 1962 : La Poupée de Jacques Baratier[1]
- 1962 : Les Dimanches de Ville-d'Avray de Serge Bourguignon
- 1963 : Kriss Romani de Jean Schmidt
- 1963 : Le Journal d'un fou de Roger Coggio
- 1969 : Bruno, l'enfant du dimanche de Louis Grospierre